# Вільгельм Буссе
Вільгельм Буссе (нім. Wilhelm Buße; 20 березня 1878, Берлін — 9 грудня 1965, Кіль) — німецький військово-морський і державний діяч, контрадмірал крігсмаріне (1 червня 1940), обергенераларбайтсфюрер Імперської служби праці (1943).

## Біографія
7 квітня 1897 року вступив на флот кадетом. Пройшов підготовку на навчальному кораблі «Штайн» і у військово-морському училищі. Служив на крейсерах і броненосцях берегової оборони. У 1902-03 роках перебував у відрядженні в Австралії, в 1904 році — в Гонконзі. З жовтня 1906 року командував міноносцями, з 4 січня 1911 року — 6-ю півфлотилією. Учасник Першої світової війни, з 5 листопада 1914 року — начальник штабу Середземноморської дивізії і німецький начальник штабу турецького ВМФ, одночасно з 1 квітня 1915 року — начальник Адмірал-штабу Османського ВМФ. З 7 листопада 1915 року — офіцер Адмірал-штабу при 4-й і 6-й турецьких арміях, командир річкової флотилії на Тигрі і Євфраті. З 15 листопада 1916 року — офіцер Адмірал-штабу при штабі генерал-фельдмаршала Августа фон Макензена і командувач болгарським ВМФ. З 25 травня 1917 року — начальник відділу Адмірал-штабу. 7 березня 1919 року включений до складу військово-морської комісії з перемир'я. 29 серпня 1920 року звільнений у відставку.
В 1934 році очолив судове управління Імперської служби праці. Найстаріший співробітник ІСП. 29 березня 1936 року балотувався в рейхстаг, але не був обраний. 19 липня 1939 року повернувся на службу і 12 жовтня 1940 року очолив Імперський союз німецьких моряків. З 27 листопада 1941 року — депутат рейхстагу, замінив на цій посаді Рудольфа Гесса. 8 травня 1945 року заарештований британською владою. 18 квітня 1947 року звільнений.

## Нагороди
- Столітня медаль (22 березня 1897)

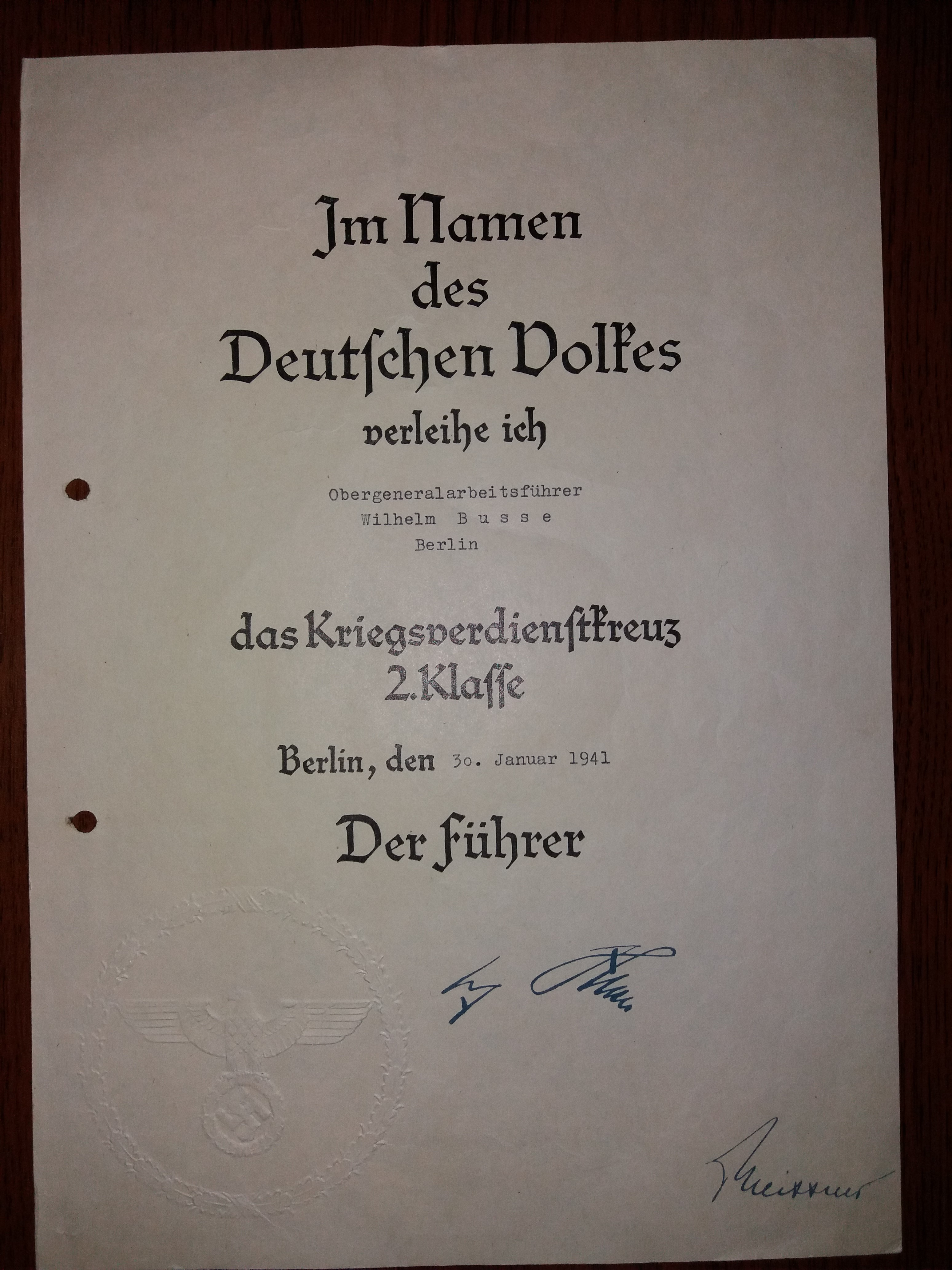
Сертифікат кавалера Хреста Воєнних заслуг 2-го класу.

- Орден «Османіє» 4-го ступеня (Османська імперія)
- Орден Святої Анни 3-го ступеня (Російська імперія; 17 вересня 1907)
- Орден Червоного орла 4-го класу з короною
  - орден (26 липня 1908)
  - корона (6 травня 1914)
- Орден Святих Маврикія та Лазаря, офіцерський хрест (Королівство Італія; 7 лютого 1914)
- Орден Спасителя, командорський хрест (Грецьке королівство; 9 червня 1914)
- Орден Меджида 3-го ступеня (Османська імперія; 14 липня 1914)
- Залізний хрест 2-го і 1-го класу
- Срібна медаль «Імтияз» з шаблями (Османська імперія; 12 березня 1915)
- Медаль Червоного Хреста (Пруссія) 3-го класу
- Орден «За військові заслуги» (Болгарія) 3-го ступеня
- Королівський орден дому Гогенцоллернів, лицарський хрест з мечами (14 травня 1917)
- Хрест «За вислугу років» (Пруссія) (25 років; 1 квітня 1920)
- Пам'ятний хрест Ангальтської служби праці зразка 1932 року (20 серпня 1935)
- Почесний хрест ветерана війни з мечами (5 червня 1936)
- Орден «Святий Олександр» (Третє Болгарське царство)
  - командорський хрест (27 серпня 1937)
  - великий офіцерський хрест (25 вересня 1940)
- Золотий партійний знак НСДАП (30 січня 1939)
- Медаль «За Атлантичний вал» (25 вересня 1940)
- Хрест Воєнних заслуг
  - 2-го класу (30 січня 1941)
  - 2-го класу з мечами
  - 1-го класу з мечами (1 вересня 1944)